# Chris Chugg
Chris Chugg (* 7. Oktober 1960 in Sydney) ist ein australischer Springreiter.

## Leben
Mit fünf Jahren begann Chugg zu reiten. Von Februar bis September 2010 lebte er in Deutschland, um sich auf die Weltreiterspiele in Kentucky vorzubereiten. Aktuell (Stand: 2018) befindet Chugg sich auf Platz 2665 der Weltrangliste. Sein Markenzeichen sind die einhändig mit seinem Hengst Vivant gerittenen Galopppirouetten, die er bei Nullfehlerritten direkt nach der Ziellinie vorführt.
Chugg ist verheiratet und hat einen Sohn.

## Pferde
- Vivant 3 (* 1998, Belgisches Warmblut, Hengst, Brauner, Vater: Fuego de Prelet, Muttervater: Landino, Besitzer: Australian Sporthorse Breeders), ab 2011 von Oleksandr Onischtschenko geritten[4]
- ASB Conquistador (* 2001, Belgisches Warmblut, Hengst, Brauner, Vater: Clinton I, Muttervater: Heartbreaker), ab 2010 von Karl Cook geritten[5]

## Erfolge

### 2010
- Weltcup-Finale in Genf (SUI), Platz 7
- Großer Preis von Hachenburg, Platz 5
- Großer Preis von Wiesbaden, Platz 4
- Großer Preis von Twente (NL), Platz 6
- Championat von München, Platz 1 (Vivant)